# Basilius Balthasar
Basilius Balthasar (* 23. Juli 1709 in Luzern; † 20. November 1776) war von 1734 bis 1737 unter Aufsicht von Mauritius Müller Bibliothekar des Klosters St. Gallen.

## Leben und Wirken
Basilius Balthasar wurde als Sohn des Kleinrats Beat Franz und der Elisabeth Dulliker in Luzern geboren. Er war der Bruder von Franz Niklaus Leonz. 1727 legte er seine Profess im Benediktinerkloster St. Gallen ab, 1733 folgte die Priesterweihe. Darauf arbeitete er im Archiv und in der Bibliothek mit. 1735 wurde er Rhetoriklehrer, 1743 Präfekt der Schule, 1745 Apostolischer Notar und Kapitelssekretär, 1751 Brüderinstruktor. Ab 1754 war er Sekretär der Schweizerischen Benediktinerkongregation.
Bei wichtigen Anlässen trat Basilius Balthasar als Redner hervor, zum Beispiel beim Empfang des päpstlichen Nuntius in St. Gallen 1746 oder 1747 beim Empfang von Kardinal Angelo Maria Querini. Bekannt sind von ihm 13 gedruckte und 25 ungedruckte ethische, theologische und historische Schriften, unter letzteren die dreibändige, die Jahre 1654 bis 1696 behandelnde Fortsetzung der St. Gallener Klosterchronik (1753–1758). Basilius wurden Fleiss und Gelehrsamkeit, aber wenig kritisches Urteil zugeschrieben.